# Концерт для фортепіано з оркестром № 2 (Бетховен)
Концерт Бетховена для фортепіано № 2, сі-бемоль мажор, тв. 19 — хронологічно перший, але другий за номером фортепіанний концерт Л. Бетховена.

## Створення
Дослідження творчості Бетховена показує, що початок роботи над фортепіанним концертом припадає на кінець 1790 року (найстарші фрагменти, ймовірно, походять ще з 1784 року, коли Бетховену було тільки 13 років). Втім перші варіанти мали зовсім інший вигляд, ніж остаточний варіант. Після прибуття у Відень в 1793 році, Бетховен відновив роботу над концертом, яка тривала до 1794–1798 років. 29 березня 1795 року Бетховен вперше представив концерт широкій публіці у театрі Гофбурга. Наступні версії концерту Бетховена були представлені у Відні в грудні 1795 року, і в Празі в 1798 році. Тільки в грудні 1801 концерт набув остаточного вигляду і пізніший номер, ніж концерт до-мажор.

## Структура
Концерт складається з трьох частин:
- 1. Allegro con brio
- 2. Adagio
- 3. Rondo. Molto allegro

Загальна довжина треку: близько 28 хвилин.